# Iran aux Jeux olympiques d'été de 1952
L’État impérial d'Iran participe pour la troisième fois aux Jeux olympiques, à l’occasion des Jeux olympiques d'été de 1952, à Helsinki, en Finlande. Ce pays est représenté par un groupe de vingt-deux athlètes, tous masculins, qui concourent dans quatre sports. En dépit d’une délégation moins fournie qu’en 1948 (22 athlètes cette année-là), les Iraniens font beaucoup mieux qu’aux précédents Jeux olympiques où ils n’avaient obtenu qu’une médaille de bronze  et conquièrent 7 médailles : 3 en argent et 4 en bronze. Une performance réalisée en premier lieu par ses lutteurs (5 médailles) mais également par ses haltérophiles. L’État impérial d'Iran se situant ainsi en  30e place au rang des nations.

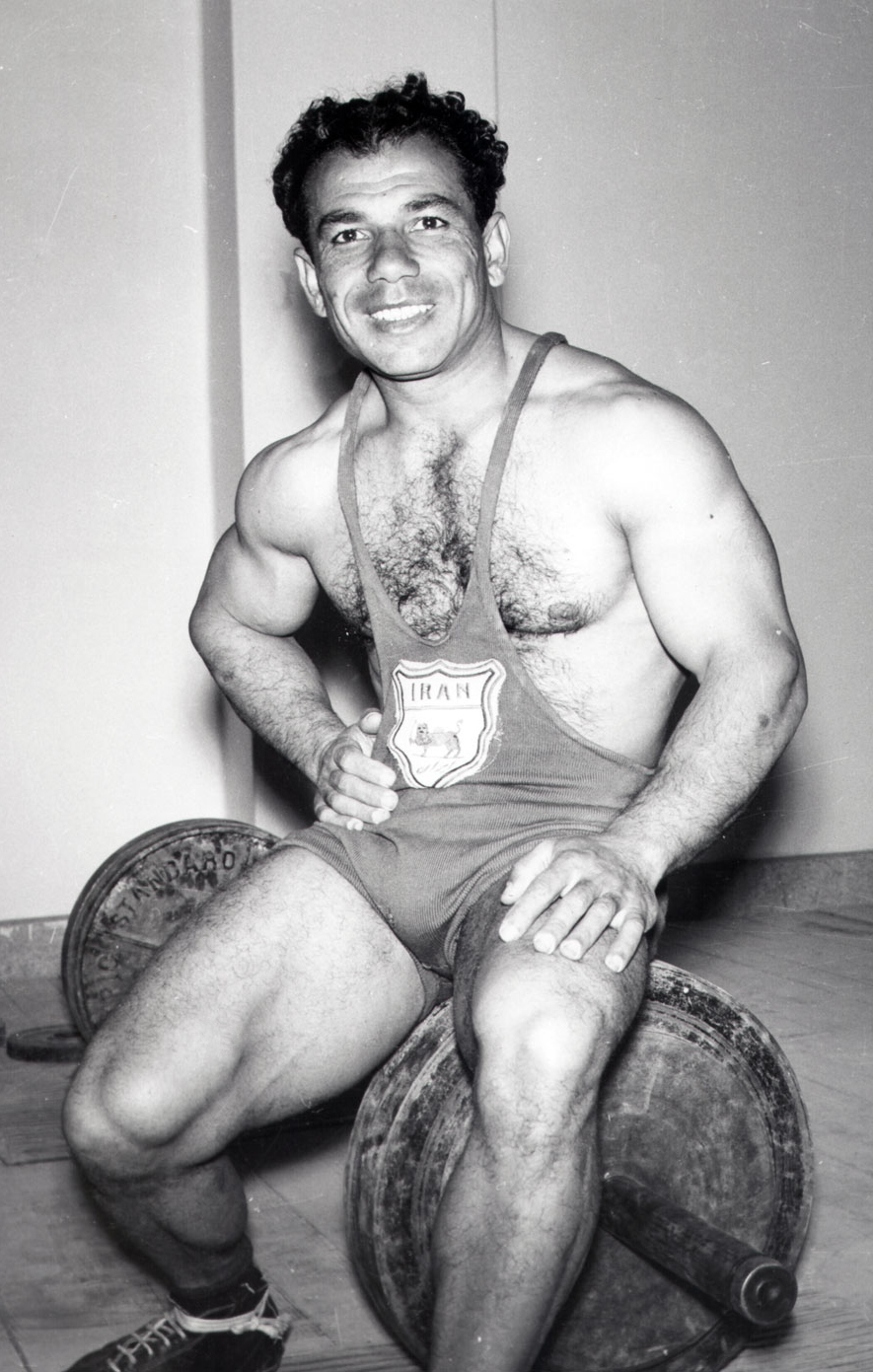
Mahmoud Namdjou vice-champion olympique en haltérophilie, en moins de 56 kg.

## Les médaillés
| Médaille           | Nom                  | Sport         | Épreuve                                 |
| ------------------ | -------------------- | ------------- | --------------------------------------- |
| Médaille d'argent  | Mahmoud Namdjou      | Haltérophilie | Moins de 56 kg                          |
| Médaille d'argent  | Nasser Givehchi      | Lutte         | Lutte libre Poids plume, 57 - 62 kg     |
| Médaille d'argent  | Gholam Reza Takhti   | Lutte         | Lutte libre Poids moyens, 73 - 79 kg    |
| Médaille de bronze | Mahmoud Mollaghasemi | Lutte         | Lutte libre Poids mouche - 52 kg        |
| Médaille de bronze | Jahanbakht Tofigh    | Lutte         | Lutte libre Poids légers, 62 - 67 kg    |
| Médaille de bronze | Abdollah Mojtabavi   | Lutte         | Lutte libre Poids mi-moyens, 67 - 73 kg |
| Médaille de bronze | Ali Mirzai           | Haltérophilie | Moins de 56 kg                          |

## Sources
- (fr) Bilan complet de 1952 sur le site du Comité international olympique
- (en) Bilan complet de l’Iran sur le site olympedia.org